# Шта жене желе
Шта жене желе (енгл. What Women Want) америчка је романтична комедија из 2000. године, коју је режирала Ненси Мајерс. Главне улоге играју: Мел Гибсон и Хелен Хант. Филм је добио мешане критике, али био је комерцијално успешан, широм света је зарадио преко 374 милиона долара, наспрам буџета од 70 милиона долара. Римејк, Шта мушкарци желе, приказан је 2019.

## Радња
Ник Маршал (Мел Гибсон) је нежења који брзо напредује у једној од најбољих маркетиншких агенција у Чикагу. Али, његов брз успон долази у питање када га агенција заобиђе и на место креативног директора постави лепу Дарси Мегвајер (Хелен Хант). Никова перспектива више није тако блистава, али све се мења након што укључен фен упадне у каду пуну воде у којој је Ник и он доживи струјни удар: он може да чује шта жене мисле – и желе. Користећи предности свог новог дара, Ник жели да минира Дарсине планове и украде њене идеје. А тада, све се опет мења – он чује сопствени унутрашњи глас који му говори да се заљубио.

## Улоге
| Глумац             | Улога                          |
| ------------------ | ------------------------------ |
| Мел Гибсон         | Ник Маршал                     |
| Хелен Хант         | Дарси Мегвајер                 |
| Мариса Томеј       | Лола                           |
| Алан Олда          | Дан Вонамејкер                 |
| Ешли Џонсон        | Александара „Алекс“ Маршал     |
| Марк Фојерстин     | Морган Фарвел                  |
| Лорен Холи         | Џиџи                           |
| Делта Берк         | Ив                             |
| Валери Перин       | Марго                          |
| Џуди Грир          | Ерин                           |
| Сара Полсон        | Ани                            |
| Ана Гастајер       | Су Кранстон                    |
| Дајана-Марија Рива | Стела                          |
| Лиса Еделстин      | Дајна                          |
| Бет Мидлер         | др Џ. М. Перкинс (непотписана) |

## Пријем

### Критика
Rotten Tomatoes је филму дао оцену одобравања од 54% на основу 122 критике, са просечном оценом 5,7/10. Критички консензус сајта гласи: „Иако је Гибсон добар спорт у својој улози, Шта жене желе је прилично конвенционална, лепршава комедија-романса која не користи добро своју премису. На Метакритик-у филм има оцену 47 од 100, на основу 33 критичара, што указује на „мешовите или просечне критике“.
У млакој рецензији, Кимберли Џонс похвалила је Гибсонову глуму и упоредила делове филма са класичним кретенским комедијама, али је сматрала да је крај постао „тупа, отегнута морална игра“. Роџер Иберт је написао да филм „не тече толико колико скаче са једне добре сцене на другу преко пукотина равних сцена између... није досадан и често је веома смешан“.

### Награде
За своју улогу Ника Маршала, Гибсон је номинован за награду Златни глобус за најбољег глумца – мјузикл или комедија и награду Блокбастер за омиљеног глумца – комедија/романса. Хант је освојила последњу награду у категорији омиљена глумица—комедија/романса, док су Марк Фојерштајн и Мариса Томеи номиновани у споредним категоријама. Томеи је такође донео признање за награду Сателит за најбољу споредну глумицу – филм, док је Ешли Џонсон била номинована на додели Награда за младе уметнике.
За своју музику, композитор Алан Силвестри освојио је награду АСЦАП за најбоље филмове на благајни, добио је номинацију за награду Сатурн за „најбољи фантастични филм“ Академије научне фантастике, фантастике и хорор филмова, САД. Добио је награду Златни екран у Немачкој.

## Наслеђе
Делови филма се појављују у споту за песму Зар је љубав спала на то групе Магазин и бившег фронтмена Бијелог дугмета Тифе.